# Phan Văn Trường (sinh 1946)
Phan Văn Trường là chuyên gia cao cấp trong lĩnh vực đàm phán quốc tế và là cố vấn của Chính phủ Pháp về thương mại Quốc tế. Ông được Tổng thống Pháp trao tặng Huy Chương Hiệp Sĩ Bắc Đẩu Bội Tinh (Chevalier de la Légion d'Honneur) năm 2007.

## Thân thế
Phan Văn Trường sinh ngày 27 tháng 07 năm 1946. Nguyên quán: Làng Tranh Xuyên, xã Đồng Tâm, huyện Ninh Giang, tỉnh Hải Dương.

## Tiểu sử
- Năm 1970: Kỹ Sư Trường Quốc gia Cầu Đường- Pháp
- Năm 1973-1975: Giảng Viên Quy Hoạch Vùng/Kinh tế Đô thị tại Đại học Paris 1 Panthéon-Sorbonne
- Năm 1986 - 1992: Phó Chủ tịch Alstom Power
- Năm 1992 - 1997: Phó Chủ tịch Alstom Transports
- Năm 1985 - 1986: Chủ tịch Alstom châu Á
- Năm 1997 - 1998: Chủ tịch Suez- ĐNÁ
- Năm 1998 - 2004: Chủ tịch Lyonnaise VietNam-BOT Company
- Năm 2006 - 2008: Chủ tịch Wah-Seong Việt Nam
- Năm 1996-2008: Cố vấn thường trực Chính phủ Pháp về Thương mại quốc tế   Theo nghị định ngày 1 tháng 4 năm 1996:  Bổ nhiệm M. Van Phan Truong (Thomas) làm cố vấn ngoại thương chính phủ Pháp, thời hạn 3 năm. Nguồn    Theo nghị định ngày 16 tháng 9 năm 1999: Bổ nhiệm M. Van Phan Truong (Thomas) làm cố vấn ngoại thương chính phủ Pháp, thời hạn 3 năm. Nguồn    Theo nghị định ngày 9 tháng 10 năm 2002:  Bổ nhiệm M. Van Phan Truong (Thomas) làm cố vấn ngoại thương chính phủ Pháp, thời hạn 3 năm. Nguồn   Theo nghị định ngày 27 tháng 10 năm 2005: Bổ nhiệm M. Van Phan Truong (Thomas) làm cố vấn ngoại thương chính phủ Pháp, thời hạn 3 năm. Nguồn
- Giảng viên cao học Kinh tế đô thị & Quy hoạch vùng tại Trường Đại học Kiến trúc Thành phố Hồ Chí Minh; và là Cố vấn Hội đồng quản trị Công ty Xây dựng Hòa Bình.[2]
- Năm 2014: Chủ nhiệm Chương trình đào tạo Kỹ năng Quản trị và Lãnh đạo của Viện John von Neumann trực thuộc Đại học Quốc gia Tp. Hồ Chí Minh theo Quyết định Số: 86/2014/QĐ-JVN
- Năm 2014-2019: Thành viên Hội đồng Quản trị Công ty Cổ phần Xây dựng và Kinh doanh địa ốc Hòa Bình
- Năm 2015: Giảng viên và Cố vấn chiến lược Đại Học Kinh doanh FPT (FPT School of Business)
- Năm 2017 - nay: Chủ tịch danh dự CLB Khởi nghiệp Nông nghiệp Việt Nam (trên 100,000 thành viên
- Năm 2017: Cố vấn chiến lược Đại Học Hoa Sen TPHCM
- Năm 2017-2018: Cố vấn và thành viên Hội đồng Quản trị tập đoàn Tân Hiệp Phát
- Năm 2019 - nay: Chủ tịch danh dự Dự án Sách và Hành Động
- Năm 2020: Phó Chủ tịch Quỹ Quốc Ngữ
- Tác giả của 3 cuốn sách: Một Đời Thương Thuyết (2014), Một Đời Quản trị (2017), Một Đời Như Kẻ Tìm Đường (2019)
- Từ 10 tháng 5 năm 2019 - nay: Khởi xướng Hệ sinh thái Cấy Nền
- Từ tháng 8-2020 đến nay: Phan Văn Trường còn tham gia và là thành viên của ban nhạc "The Lecturers"! Một ban nhạc quy tụ các thành viên là các giảng viên tại các trường Đại học tại TPHCM (Việt Nam).

## Cuộc đời

### Thời niên thiếu và thanh niên
Lúc nhỏ ông Phan Văn Trường sống tại số 15 đường Tôn Đản (nay gọi là Tông Đản), Hà Nội đến năm 1954 thì vào Sài Gòn, ngụ tại 384/61 đường Công Lý (nay Nam Kỳ Khởi Nghĩa), học trung học tại Trường Jean Jacques Rousseau. Sang bên Pháp, năm 1963 ông đi học nội trú tại trường Francisque Sarcey- Dourdan (Essonne). Năm 1964, sau khi đậu tú tài. Và năm 1967, ông đậu trường Quốc gia Cầu Đường của Pháp (École nationale des ponts et chaussées). Năm 1970, ông tốt nghiệp Kỹ Sư. Năm 1973, Ông ghi danh làm luận án Tiến sĩ Kinh tế Đô thị và Quy Hoạch Vùng tại Paris Sorbonne 1 với GS Jacques R. Boudeville, sau khi được bổ nhiệm kỹ sư trưởng tại Sema Metra International. Sau khi GS Boudeville đột tử, ông bỏ dở công cuộc nghiên cứu tại trường Đại học Paris 1. Từ đó, ông theo đuổi nghề nghiệp kỹ sư và quản lý/quản trị công ty đến khi về hưu vào cuối năm 2004.

### Sự nghiệp
Ông là một trong số hiếm các công dân Pháp gốc Việt được phong tặng tước Chevalier de la Légion d'Honneur, một loại Bảo Quốc Huân Chương của Pháp, nhờ "công lao đóng góp vào việc phát triển nước Pháp". Sinh năm 1946, ông Trường theo học bậc trung học tại trường Jean Jacques Rousseau, tiền thân của trường Lê Quý Đôn, tại Sàigòn, trước khi vào Lycée Janson de Sailly tại Paris để chuẩn bị thi vào trường đại học công chánh danh tiếng thế giới École Nationale des Ponts et Chaussées vào năm 1970. Sự nghiệp quốc tế của ông thực sự bắt đầu năm 1977 khi ông gia nhập công ty SGTE (Société Générale de Techniques et d'Études) một chi nhánh của tổ hợp Spie Batignolles trong cương vị giám đốc đối ngoại. Trong cương vi này, ông đã có dịp nghiên cứu hệ thống giao thông đô thị cho Thủ đô Brasilia (Bra-Xin), hệ thống cảng biểu sâu tại quần đảo Fiji và một số dự án công nghiệp cho Indonesia. Năm 1986, ông chuyển sang làm cho tổ hợp Alsthom, trong thời gian mà tổ hợp này lớn mạnh cực độ. Ông đã ký rất nhiều dự án Nhà máy điện và hệ thống đường sắt cao tốc tại nhiều quốc gia (Tây Ban Nha, Hàn Quốc...) cũng như nhiều dự án métro điện tại nhiều đô thị trên thế giới (Cairo, Santiago, Hồng Kong,...), trong số này các hợp đồng cung cấp 300 đầu máy xe lửa và nhiều trung tâm năng lượng cho Trung quốc.
Chính trong giai đoạn này, Tổng thống Pháp vào lúc đó đã ký sắc luật tặng cho ông Trường huân chương Chevalier de l'Ordre National du Merite, một huân chương tạm dịch là Hiệp Sĩ Đài Ghi Công. Vào năm 1997, tổ hợp Suez-Lyonnaise des Eaux giao cho ông Phan Văn Trường trọng trách phát triển các hoạt động của tổ hợp tại Á châu.
Vào tháng 11 cùng năm, ông có tham dự Hội nghị Cấp Cao các nước có sử dụng tiếng Pháp (Sommet de la Francophonie) tại Hà Nội cùng với phái đoàn của Tổng thống Pháp Jacques Chirac, và đã ký một hợp đồng xây dựng và khai thác một nhà máy nước uống tại thành phố Hồ Chí Minh. Nhưng trước đó, vào năm 1995, ông Phan Văn Trường đã được Chính phủ Pháp bổ nhiệm làm Cố vấn Ngoại Thương thường trực cho Chính phủ Pháp. Vào năm 2004, khi chọn định cư tại Kuala Lumpur, ông đã nhận giảng dạy tại trường Đại học Kiến Trúc Thành phố Hồ Chí Minh. Tại đây, ông đã đào tạo hơn 230 thạc sĩ Quy Hoạch Vùng và Kinh Tế Đô Thị trong 4 lớp Thành uỷ của Thành phố Hồ Chí Minh và Bình Dương. 

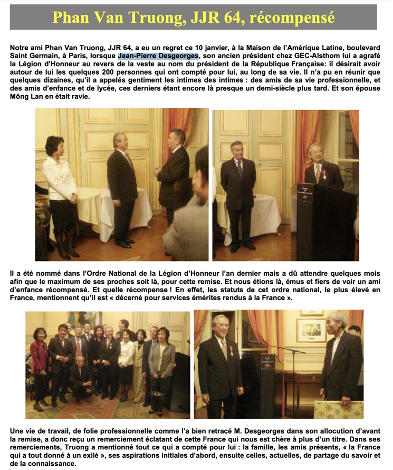

Thông tin thêm về QUÁ TRÌNH LÀM VIỆC TẠI ALSTHOM (đổi tên thành GEC-Alsthom sau khi sát nhập với GE vào năm 1989 rồi cuối cùng mang tên Alstom từ năm 1998 tới nay)
Cựu chủ tịch - CEO Jean-Pierre Desgeorges của GEC-Alsthom ( người đã điều hành tập đoàn từ năm 1981 đến năm 1991 ) đọc diễn văn và gắn huân chương cho mr Trường trong lễ kỷ niệm nhận Bắc đẩu bội tinh ngày 10/01/2007 ( tức là 15 năm sau ngày Desgeorges rời Alsthom ) tại Maison de l'Amérique Latine, đại lộ Saint Germain, Paris  (Nguồn ) - (Ảnh minh hoạ)
Thông cáo báo chí của Alstom khi Jean-Pierre Desgeorges qua đời ngày 30 tháng 12 năm 2010  (Nguồn:  )

## Gia đình
Ông Phan Văn Trường xuất thân trong một gia đình Nho giáo miền Bắc. Cha của ông Phan Văn Trường là nhà văn Phan Văn Tạo, nguyên Chánh Văn phòng Bộ Ngoại giao(1945-1946), Hiệu Trưởng Trường Nguyễn Văn Tố (1946-1950). Em ruột của ông Phan Văn Trường là Nhạc sĩ Phan Văn Hưng, là một nhạc sĩ nổi tiếng. Bà Vũ Thị Mộng Lan, vợ Ông Phan Văn Trường là Tiến sĩ Kinh tế Trường Đại Học Sorbonne-Paris tại Pháp.
Ông Bà Phan Văn Trường được hai người con gái. 
- Trưởng nữ Phan Vân Lan, sanh năm 1973, vừa là kỹ sư kinh tế thương mại quốc tế vừa là luật sư.[cần dẫn nguồn]
- Thứ nữ Phan Vân Đào, sanh năm 1975, kỹ sư Trường Đại học Điện lực Grenoble Pháp và thạc sĩ Trường Đại học Texas A.M (college station).[cần dẫn nguồn]

Ngoài ra ông Phan Văn Trường còn có thêm một con nuôi, Cô Isaure Galley. Isaure Galley là cháu gái của Robert Galley, một vị Tổng Trưởng lão thành của Đệ Ngũ Cộng Hòa Pháp, và cũng là chắt ruột của Thống Chế Leclerc de Hauteclocque.

## Vinh danh
- Năm 1990 Tổng thống Pháp đã trao tặng Huân chương Quân Công (ORDRE NATIONAL DU MERITE)  Theo sắc lệnh của Tổng thống nước Cộng hòa Pháp ngày 14 tháng 11 năm 1990  cấp cho: M. Phan Van (Truong, dit Thomas), directeur commercial d'une entreprise ; 20 ans d'activités professionnelles ( trang số 16, dòng số 14 )  Nguồn: https://www.legifrance.gouv.fr/jorf/id/JORFTEXT000000343890

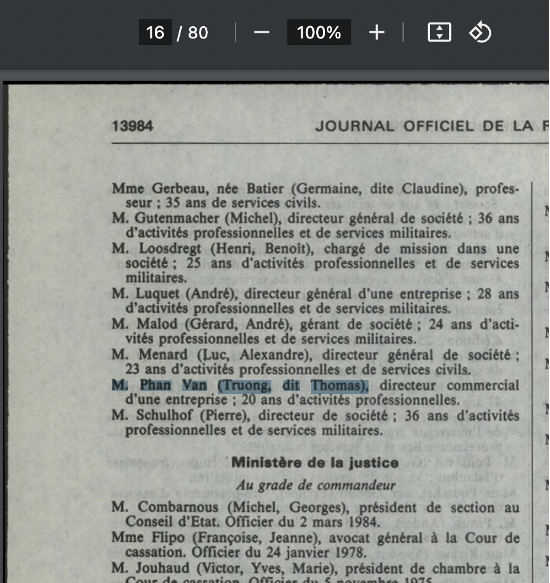

- Năm 2007: Tổng thống Pháp đã trao tặng Huân Chương Hiệp Sĩ Bắc Đẩu Bội Tinh (L'ordre national de la Légion d'honneur) Theo sắc lệnh của Tổng thống nước Cộng hòa Pháp ngày 31 tháng 12 năm 2006 cấp cho:  "M. Van Phan (Thomas), ancien président-directeur général d'une société de services (Malaisie) ; 35 ans d'activités professionnelles." Nguồn
- Năm 2008: Chủ tịch Ủy ban Nhân Dân TPHCM đã tặng Bằng Khen, Quyết định số 302/ QĐUB ngày 23/01/2008
- Năm 2009: Chủ tịch nước Việt Nam Nguyễn Minh Triết và Phó Thủ tướng Bộ trưởng GDĐT Nguyễn Thiện Nhân đã trao tặng Huy Chương "vì Sự nghiệp Giáo dục" tại Hà Nội. Nghị định 9041 QĐ/BGDĐT
- Năm 2011: Chủ tịch UBND TPHCM đã tặng Bằng Khen, Quyết định số 129/QĐUB ngày 10/01/2011c
- Năm 2016: Sách của Ông "Một Đời Thương Thuyết" được vinh danh "Sách Hay 2016" trong hạng mục Quản trị.

## Sáng tác
Truyện tiếng Pháp
1. Le saumon et le ginseng (Good Morning 59)
2. Le 79 rue Nguyễn Hữu Cầu (Good Morning 60)
3. Dis Papy (GM 64)
4. Trung et Hiếu (GM 65)
5. Les Cents Oeufs (GM 69)
6. La Langouste et le Joueur d'échec (GM 71)
7. Les deux mondes (GM 74)
8. Je suis Américaine mais,... (GM 76)
9. La Bentley de Monsignor (GM80)
10. L'encensoir en bronze des Mạc (GM 82)
11. Mourir immodérément (GM 84)
12. Une promenade (GM 86)
13. Tu seras un Homme, ma fille! (GM 90)
14. L'irrésistible tentation de vous faire un mot (GM 92)
15. Le Viet, la Viet et le VietKieu (GM 96)
16. L' étrange sonate de Beethoven (GM 97)
17. Et si c'était demain (GM 99)
18. Ecoute Marie (GM 100)
19. Le coeur serré en cet été 2009 (GM101)
20. Les confessions de Hạnh (GM 104)
21. Monsieur Pomme et la Pêche aux Péchés (GM 106)
22. L'arbitraire et le sacré (GM 109)
23. En passant par la Moskva (GM112)
24. La vierge du 3ème jour (GM 113)
25. Le centimetre décisif (GM 114)
26. Ce matin là (GM 118)
27. Thu et Phong, la vraie vie (GM 131)
28. Ode à un monde disparu (GM 134)
29. L' âme de Septembre (GM137)
30. Mon ami Pierrot (GM138)
31. La Pépite de Vie (GM139)
32. La vraie valeur de l'existence (GM 141)
33. L'imaginaire et l'obsessionnel (GM 142)

Hồi ký tiếng Việt
2. Một Đời Quản trị (Nhà xuất bản.Trẻ, 2017), Vào tháng 4 năm 2020, sách đã được tái bản 10 lần.
3. "Một Đời Như Kẻ Tìm Đường" (Nhà xuất bản. Trẻ, 2019), Vào tháng 4 năm 2020, sách đã được tái bản 4 lần.
4. "Công Dân Toàn Cầu - Công Dân Vũ Trụ" (Nhà xuất bản. Trẻ, 2022), Vào tháng 10 năm 2022, sách đã được tái bản 3 lần.
5. "Cơn Lốc Quản Trị  - Ba Trụ Cột của Văn hoá Doanh Nghiệp" (Nhà xuất bản. Trẻ, 2023), Vào tháng 1 năm 2023.